# Claudio Caramaschi
Claudio Caramaschi (* 1. Juli 1940 in Suzzara, Italien) ist ein italienischer Schauspieler, Schriftsteller und Regisseur.

## Leben und Wirken
Claudio Caramaschi machte sein Schauspieldiplom an der Accademmia dei Filodrammatici in Mailand im Jahr 1962. Es folgten über drei Jahre  Pantomime-Kurse an der Civica Scuola d'Arte Drammatica P. Grassi. Claudio Caramaschi trat in italienischen, deutschen und Schweizer Spielfilmen, Fernsehfilmen und -serien auf. Seine Rollen gab er oft auch in deutscher Sprache, die er sehr gut beherrscht. Daneben widmete er sich auch immer wieder dem Theater, meist mit Auftritten auf Mailänder Bühnen, aber auch in Parma und Florenz. Als Autor und Regisseur arbeitete er unter anderem für den Fernsehsender RAI sowie verschiedene Theaterschulen in Mailand, Bologna und in der Schweiz.
In Deutschland ist er vor allem durch seine Rolle als Pizzeria-Inhaber in der Serie München 7 bekannt geworden.

## Filmografie (Auswahl)
- 1961: Der Erpresser ruft an
- 1965: Coriolano
- 1977: L’Italia in pigiama
- 1978: Die Schweizermacher
- 1981: Matlosa
- 1982: Heimkehr nach Deutschland (Fernsehfilm)
- 1982: Domani si balla!
- 1983: Gelati und Amore
- 1983: Der Tod des Mario Ricci
- 1988: Der Fahnder (Fernsehserie, 1 Folge)
- 1988: Goldjunge (Fernsehfilm)
- 1992: Lilli Lottofee (Fernsehserie, 1 Folge)
- 1993: Happy Holiday (Fernsehserie, 13 Folgen)
- 1993: Derrick (Fernsehserie, Staffel 10, Folge 4: Der Augenzeuge)
- 1999: Für alle Fälle Stefanie (Fernsehserie, 1 Folge)
- 2004–2006: München 7 (Fernsehserie, 13 Folgen)
- 2011: Mein bester Feind